# Забравените (филм, 2004)
„Забравените“ (на английски: The Forgotten) е американско научнофантастичен психологически филм на ужасите и трилър от 2004 г. на режисьора Джоузеф Рубен, и участват Джулиан Мур, Доминик Уест, Гари Синийс, Алфри Удард, Лайнас Роуч и Антъни Едуардс.
„Забравените“ е продуциран от „Революшън Студиос“ за „Кълъмбия Пикчърс“ и е пуснат в Съединените щати и Канада на 24 септември 2004 г.